# Menhir van Champ-Dolent

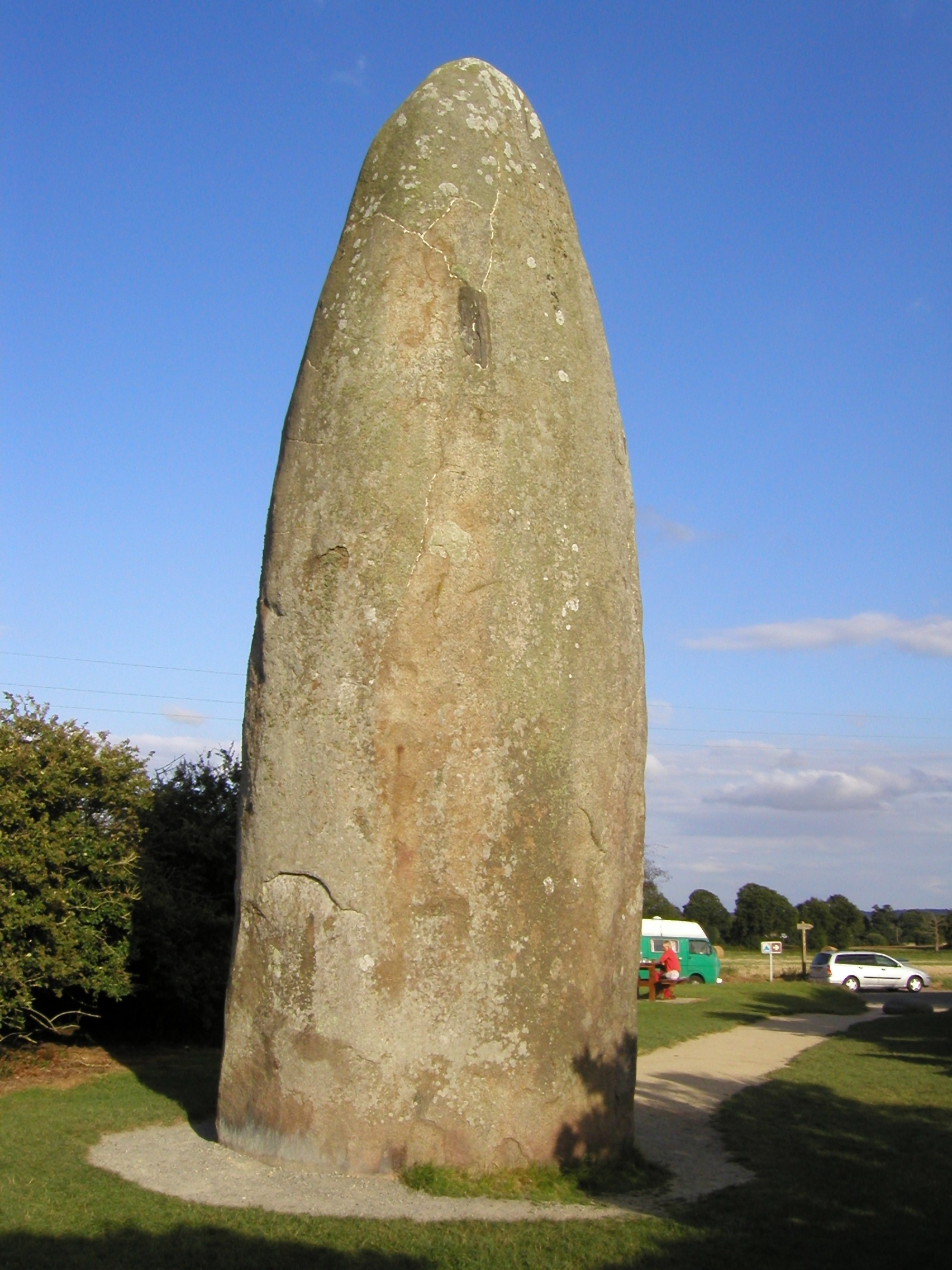
Menhir du Champ-Dolent

De menhir van Champ-Dolent is een menhir nabij de Franse plaats Dol-de-Bretagne. De granieten menhir heeft een hoogte van 9,30 meter en een omtrek van 8,70 meter op het breedste deel. Het is tevens een van de grootste menhirs van Bretagne. 

## Legende
Volgens een Keltische legende vochten twee broers daar met elkaar in een veldslag. Het bloedbad zou zodanig groot zijn geweest dat het bloed van de krijgers een rivier vormde en zo een watermolen stroomafwaarts liet draaien. De oorlogsgod Lugh besloot echter in te grijpen en wierp een rots tussen de krijgers in. Sindsdien zakt de menhir één centimeter per eeuw en de dag dat de menhir volledig begraven wordt, zal de wereld vergaan.